# Ardha Matsyendrasana

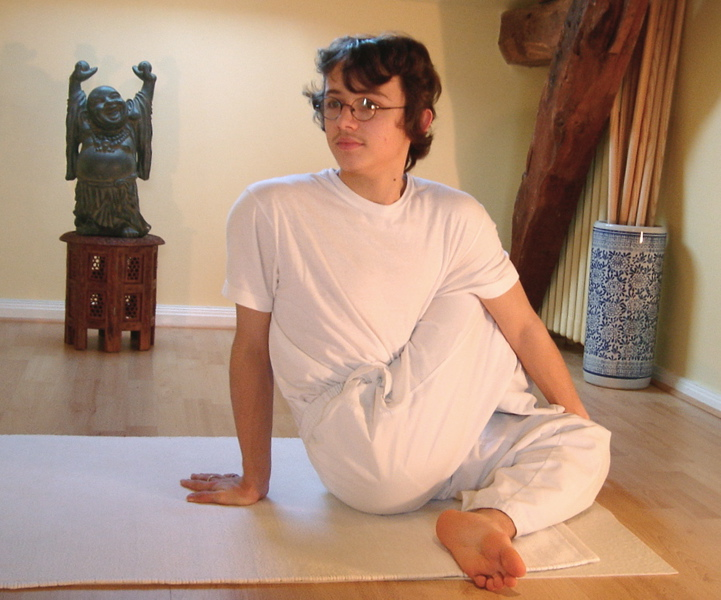
Posizione Ardha Matsyendrasana

Ardha Matsyendrasana ovvero mezza posizione di Matsyendra, è una posizione di Hatha Yoga della categoria delle posizioni sedute. Il nome deriva dal sanscrito "Ardha" che significa "metà", "Matsyendra" che è considerato uno yogin leggendario e "āsana" che significa "posizione". Secondo la leggenda, Matsyendra visse nella pancia di un pesce per 12 anni e ne uscì solo dopo aver raggiunto l'illuminazione grazie agli insegnamenti di Shiva in persona. Matsyendra significa infatti anche "posizione del signore dei pesci", in quanto "matsya" significa "pesce" e "indra" significa "signore".

## Scopo della posizione
La posizione ha lo scopo di indurre una torsione della schiena che comprenda tutte le vertebre, dalla prima cervicale alla sacrale, consentendo una maggiore perfusione. La nutrizione dei dischi, infatti, non avviene attraverso i capillari sanguigni, ma grazie a un'azione di "pompa" azionata dall'alternanza tra carico e scarico. Questo permette l'entrata e l'uscita di liquido (perfusione), nei dischi in torsione, quindi maggiore ossigenazione e nutrizione degli stessi.

## Simbologia
La posizione Ardha Matsyendrasana, come tutte le posizioni di torsione della colonna vertebrale, ha come scopo la rotazione della parte frontale del corpo, quella visibile ed evidente, sulla parte posteriore, quella più oscura e nascosta. In questo modo simboleggia il rivoltarsi del conscio sull'inconscio, del loro rimescolarsi, fondersi ed unirsi nell'eterno alternarsi dello yin e yang.

## Posizione
Partendo dalla posizione seduta con le gambe allungate ed i piedi uniti, si piega il ginocchio destro, portando il piede destro a terra all'esterno del ginocchio sinistro. La gamba sinistra viene piegata di lato, appoggiando sulla coscia a terra, passando sotto il ginocchio destro, portando il tallone sinistro alla natica destra. A questo punto, mantenendo la muscolatura della schiena passiva, si ruota lentamente a destra il busto facendo perno con la mano sinistra sul ginocchio destro alzato, mentre il braccio destro ruota a mezza altezza portandolo dietro la schiena, fino a portare la mano destra a terra vicino al fianco sinistro. Come ultima azione, portare la mano sinistra sul piede destro a terra e ruotare la testa a destra.

## Dimensione dell'anima
„La torsione seduta mostra l’armonioso procedere, come da un pensiero conscio nasce un lavoro esatto, il quale si riflette nella forma, cioè in un determinato gesto corporeo. Il pensiero stesso, che è all’inizio, motiva il movimento, rimanendo libero però da esso. Per questa ragione nasce l’immagine di ampiezza e purezza nel pensiero.“